# أعراض المجاري البولية السفلية
يشير مصطلح أعراض المجاري البولية السفلية (بالإنجليزية: Lower urinary tract symptoms) إلى مجموعة من الأعراض السريرية التي تصيب المثانة والعاصرة الإحليلية والحالبين بالإضافة إلى البروستاتا لدى الرجال. على الرغم من تفضيل مصطلح أعراض المجاري البولية السفلية على مصطلح البروستاتية الذي كان سائدًا في ما سبق بسبب انتشار هذه الأعراض لدى الرجال بشكل خاص، يمكن أن تصاب النساء أيضًا بأعراض المجاري البولية السفلية.
تصيب أعراض المجاري البولية السفلية نحو 40% من الرجال المسنين.

## الأعراض والعلامات
يمكن تصنيف الأعراض والعلامات إلى:

### أعراض الامتلاء (التخزين) أو الأعراض الإلحاحية
- زيادة عدد مرات التبول
- زيادة الحاجة إلى التبول
- سلس البول الإلحاحي
- زيادة التبول خلال الليل

### أعراض التفريغ أو الأعراض الانسدادية
- ضعف رشق البول (غير المتحسن بضغط المثانة)[5]
- احتباس البول (يزداد سوءًا إذا كانت المثانة ممتلئة جدًا)
- التنقيط في نهاية التبول
- عدم إفراغ المثانة بشكل كامل عند التبول
- الشعور بتجمع البول
- سلس البول بالإفاضة (يحدث في حال احتباس البول المزمن)[6]
- نوبات من الانسداد شبه التام

بما أن هذه الأعراض شائعة وغير نوعية، لا يعد ظهور أعراض المجاري البولية السفلية سببًا واضحًا للشك بسرطان البروستات. لم ينتج عن دراسات كبيرة على المرضى إثبات ارتباط بين أعراض المجاري البولية السفلية وتشخيص مرض محدد. إضافة إلى ذلك، فشل تقرير حديث درس هذه الأعراض حتى مع وجود سمات خبيثة ضمن البروستات في إثبات علاقة مع سرطان البروستات بعد إجراء التحاليل المخبرية الشاملة للخزعة.

## الأسباب
- ضخامة البروستات الحميدة
- حصيات المثانة
- سرطان المثانة والبروستات
- ضعف العضلة الدافعة للبول أو اضطراب عملها
- الداء السكري
- استخدام الكيتامين[7]
- بعض الأمراض العصبية مثل التصلب اللويحي وإصابات النخاع الشوكي ومتلازمة ذيل الفرس
- التهابات البروستات مثل التهاب البروستات المناعي الذاتي المحرض بالغلوبولين المناعي جي 4
- تضيق الإحليل
- عدوى الجهاز البولي

## التشخيص
يمكن استخدام نظام تصنيف أعراض البروستات الدولي (آي بي إس إس) لتقييم الأعراض بالإضافة إلى أهمية الفحص السريري. يمكن إجراء عدد من الاختبارات الأخرى الأولية والثانوية، مثل تحليل مستضد البروستات النوعي (بي إس إيه) في بلازما الدم وتحليل البول والتصوير بالأمواج فوق الصوتية ودراسة جريان البول والتصوير الشعاعي ووضع دعامة البروستات المؤقتة وخزعة البروستات وتنظير المثانة.
يمكن أن يساعد وضع دعامة البروستات المؤقتة كاختبار تشخيص تفريقي يحدد ما إذا كانت أعراض المجاري البولية السفلية عائدة بشكل مباشر إلى انسداد على مستوى البروستات أو إلى أسباب أخرى تستدعي التحقق بوسائل أخرى.

## العلاج
يعتمد العلاج على العامل المسبب في حال وجوده، مثل العلاج بالمضادات الحيوية في حال نتجت الأعراض عن عدوى الجهاز البولي بالبكتيريا مثلا.

### تغييرات نمط الحياة
تشمل وسائل العلاج الأخرى نصائح متعلقة بنمط الحياة؛ مثل تجنب التجفاف في حال التهاب المثانة المتكرر.
يُنصح الرجال المصابون بضخامة البروستات بالجلوس أثناء التبول. في تحليل تلوي أجري عام 2014، لوحظ تحسن في أعراض المجاري البولية لدى الرجال بالجلوس عند التبول، ما يؤدي إلى انخفاض حجم الثمالة البولية في المثانة بعد التبول وزيادة جريان التبول بشكل قريب من التأثير الناتج عن الأدوية بالإضافة إلى تقليل الوقت اللازم لإفراغ المثانة. يرتبط هذا الأثر الإيجابي على الحركية البولية بتقليل خطورة الإصابة بالاختلاطات البولية مثل التهاب المثانة وحصيات المثانة.

### النشاط الجسدي
يُنصح بالنشاط الجسدي كعلاج لأعراض المجاري البولية. في مراجعة شاملة أصدرتها مؤسسة كوكرين عام 2019 لست دراسات شملت 652 رجلًا بهدف تقييم تأثيرات النشاط الجسدي لوحده ومقارنته مع النشاط الجسدي كجزء من برنامج معالجة ذاتية وعدد من الخطط الأخرى. نصت نتيجة هذه المراجعة على وجود شكوك مهمة حول ارتباط النشاط الجسدي بفائدة حقيقية للرجال المصابين بأعراض بولية ناتجة عن ضخامة البروستات الحميدة.

### الأدوية
بما أن ضخامة البروستات الحميدة سبب رئيسي لأعراض المجاري البولية السفلية، تتوفر مجموعة متنوعة من العلاجات الدوائية (على شكل دواء واحد أو مشاركات دوائية) عندما تكون الأعراض متوسطة الشدة موجودة بشكل مستمر:
- حاصرات ألفا
- مضادات 5 ألفا ريدكتاز
- مضادات فوسفو دي إستراز
- حاصرات المستقبلات الموسكارينية
- المستخلصات النباتية
- مقلدات بيتا 3

في حال فشل المعالجة الدوائية أو عدم إمكانية تطبيقها، طُور عدد من المعالجات الجراحية لتخريب نسيج البروستات بشكل جزئي أو كامل.